# Gowarczów
Gowarczów – miasto w Polsce, w województwie świętokrzyskim, w powiecie koneckim, siedziba miejsko-wiejskiej gminy Gowarczów.
W Gowarczowie ma siedzibę rzymskokatolicka parafia Świętych Apostołów Piotra i Pawła. W pobliżu Gowarczowa przepływa rzeka Drzewiczka.
Gowarczów uzyskał lokację miejską w 1430 roku, lecz został pozbawiony praw miejskich 13 stycznia 1870 i włączony do gminy Gowarczów w powiecie koneckim. W latach 1867–1954 siedziba gminy Gowarczów, 1954–1972 gromady Gowarczów, a od 1973 reaktywowanej gminy Gowarczów. W latach 1975–1998 należał administracyjnie do województwa radomskiego. 1 stycznia 2024 odzyskał status miasta.
W Gowarczowie znajduje się szkoła podstawowa; do 2017 funkcjonowało też publiczne gimnazjum im. Jana Pawła II.

## Historia

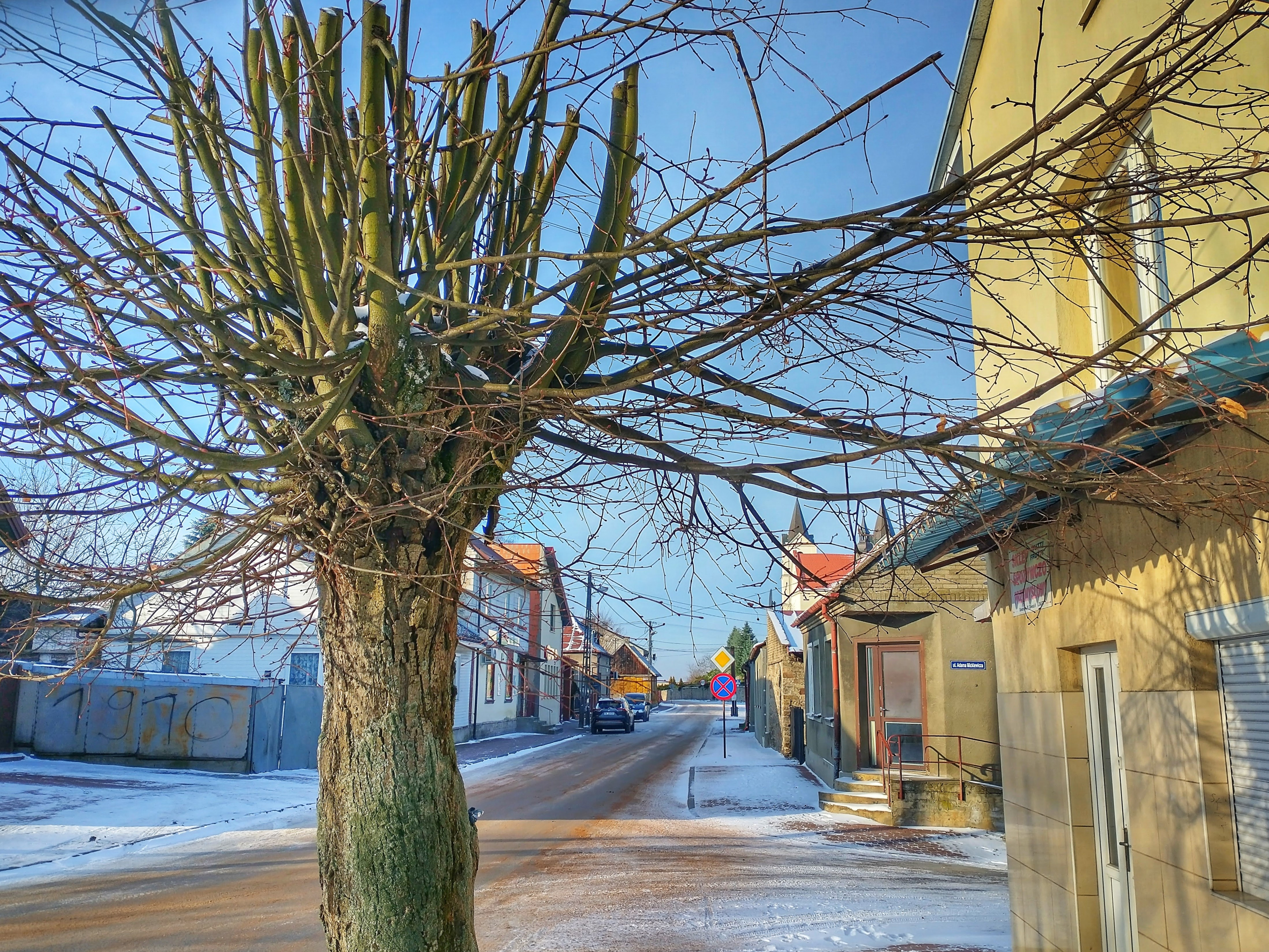
Fragment Rynku i ulicy Zamkowej

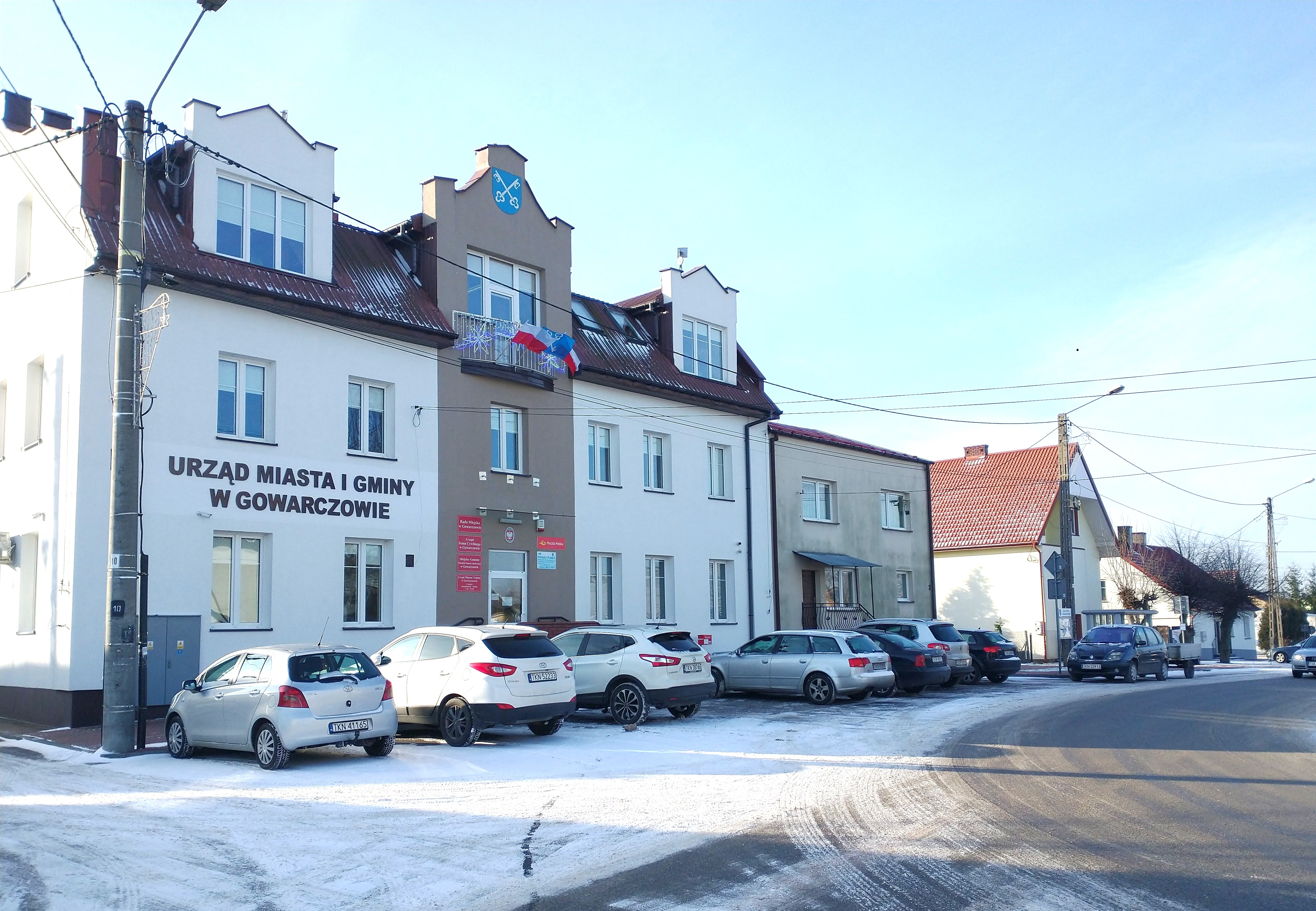
Rynek z Urzędem Miasta i Gminy

We wczesnym średniowieczu istniał tu gród, zbudowany na planie „ósemki”, zamieszkały w latach 1100–1250. W XIV w. była to osada parafialna z kościołem drewnianym (wzmiankowanym w 1404, ale istniejącym prawdopodobnie od XIII w.), które odprowadzały dziesięcinę do kolegiaty sandomierskiej, w dokumentach z 1376 wymieniany jest kapelan Mikołaj de Goworziczow. Na początku XV wieku dziedzic Gowarczowa imieniem Wysota nadał tutejszemu proboszczowi pole, łąki, las i karczmę w Miłakowie.
Miasto lokowane na prawie magdeburskim w 1430 przez króla Władysława Jagiełłę na prośbę właściciela Gowarczowa, podczaszego sandomierskiego Krystyna (Krzysztofa) Magiera (Magiery), położone przy trakcie z Kielc do Grójca, odległe 2 i pół mili od Opoczna a 1 i pół mili od Końskich. Wymieniane jako Goworziczow (1339), Goworzyczow (1520) i Goworczow (1577).
W XVI w. mieszkańcy zajmowali się głównie rolnictwem. Dokument z 1546 odnotowuje, że z miastem kontakty handlowe mieli kupcy ze Śląska i Moraw. W 1577 Gowarczów miał 7 łanów. Miasto płaciło szosu 6 florenów, od 7 łanów i 6 bań gorzałki, także czopowe za cały rok 22 floreny. W 1662 miało 374 mieszkańców w 43 domach.
W 1511 wzmiankowany kościół murowany pw. św. Piotra i św. Floriana, z placem pod szkołę, role miejskie, młyn i stawy. Kościół rozbudowano w 1640 dzięki staraniom chorążego krakowskiego Aleksandra Korycińskiego i jego małżonki Zofii ze Zborowskich. Po pożarze z 1767, który objął miasto wraz ze świątynią, obecny kościół wzniesiono w 1774 ze środków Józefa Jabłonowskiego. Świątynię pw. Świętych Apostołów Piotra i Pawła konsekrował w 1778 biskup sufragan gnieźnieński Ignacy Antoni Kozierowski. Świątynia została odnowiona w 1843, a w latach 1902–1904 w znacznym stopniu rozbudowana. 
Istniała też oddzielna od kościoła kaplica św. Rocha. 
W połowie XIV wieku parafia Gowarczów obejmowała obszar 103 km². Około 1350 miała 432 mieszkańców. W XIX w. parafia Gowarczów należała do dekanatu skrzyńskiego, a potem koneckiego, w 1881 liczyła 4960 parafian. Przed 1881 proboszczem był ks. Adam Jakubowski. 
Miasto do XVIII wieku pozostawało w rękach Bnińskich i Jabłonowskich. Miasto było ośrodkiem przemysłu żelaznego, ludność trudniła się wyrobem gwoździ, w XVIII w. istniała tu fabryka szabel. W pierwszej połowie XIX w. działał tu wielki piec oraz 3 fryszerki.
W 1827 liczono tu 103 domów i 946 mieszkańców, w 1861 – 126 domów i 1496 mieszkańców (w tym 788 żydów), przeważnie rolników. W 1881 Gowarczów liczył 138 domów (12 murowanych) i 1280 mieszkańców, istniała tu szkoła początkowa i miał swoją siedzibę urząd gminny i sąd gminny I okręgu. Co wtorek odbywały się targi. W Końskich, oddalonych o 10 wiorst, znajdowała się stacja pocztowa.
W 1869 Gowarczów utracił prawa miejskie.

### Gmina Gowarczów w XIX w.
Ok. 1881 gmina Gowarczów liczyła 5096 mieszkańców i zajmowała powierzchnię 19583 morgi, w tym 10544 morgi ziemi dworskiej. 
W skład gminy wchodziły wówczas: Baczyna, Barycz, Bębnów, Borowiec, Brzeźnica, Chełb, Czysta, Drutarnia, Fidor, Gąsiorów, Giełzów, Głęboka Droga, Huta Stara, Józefów, Kacprów, Komaszyce, Kwas, Ludwinów, Michałów, Miłaków, Młynek Nieświński, Morzywół, Nieświń, Kosowa Wola, Paruchy, Praga, Rogówek, Stara Kuźnica, Skrzyszów, Teklinów i Witków.
Dobra Gowarczów w końcu XIX w. składały się z folwarków: Gowarczów-Praga, Ludwinów i Giełzów, oddzielonego folwarku Barycz vel Michałów, osad młynarskich: Morzywół, Borowiec i Kwas, oraz kilkunastu wsi. Rozległość dominialna wynosiła 4985 mórg.
|                      | Folwark Gowarczów-Praga | Folwark Ludwinów | Folwark Giełzów                                                  |
| -------------------- | ----------------------- | ---------------- | ---------------------------------------------------------------- |
| grunty orne i ogrody | 724 morgi               | 416 mórg         | 365 mórg                                                         |
| łąki                 | 202 morgi               | 56 mórg          | 88 mórg                                                          |
| pastwiska            | 323 morgi               | 214 mórg         | 393 morgi                                                        |
| lasy                 | 1029 mórg               | 1046 mórg        |                                                                  |
| nieużytki i place    | 32 morgi                | 36 mórg          | 60 mórg                                                          |
| razem                | 2310 mórg               | 1768 mórg        | 906 mórg                                                         |
| budynki murowane     | 25                      | 11               |                                                                  |
| budynki drewniane    | 1                       | 1                | 10                                                               |
| płodozmian           | 8- i 10-polowy          |                  | 5- i 9-polowy                                                    |
| inne                 |                         |                  | pokłady rudy żelaznej, torfu, glinki ogniotrwałej i farby żółtej |

Oprócz powyższej rozległości dominialnej odłączono w różnych okresach osady młynarskie Morzywół z gruntem 36 mórg, osadę Borowiec z gruntem 25 mórg, osadę Kwas z gruntem 59 mórg, folwark Barycz vel Michałów z osadą młynarską o rozległości 250 mórg, oraz grunta w wieczystych dzierżawach – 1200 mórg.

### Wsie w dobrach Gowarczów
- wieś Praga osad 16, gruntu mórg 24
- wieś Bębnów osad 41, grantu mórg 613
- wieś Barycz osad 13, gruntu mórg 263
- wieś  Morzywół osad 13, gruntu mórg 267
- wieś Szczurek osad 6, gruntu mórg 151
- wieś Rogówek osad 11, gruntu mórg 182
- osada Kwas gruntu mórg 39
- wieś Brzeźnica osad 54, grantu mórg 730
- wieś Gąsiorów osad 21, gruntu mórg 233
- wieś Teklinów osad 9, gruntu mórg 105
- wieś Ludwinów osad 4, gruntu mórg 52
- wieś Januchta osad 15, grantu mórg 160,
- wieś Skrzyszów osad 27, gruntu mórg 323
- wieś Giełzów osad 23, gruntu mórg 667
- wieś Borowiec osad 11, gruntu mórg 355
- wieś Kacprów osad 37, gruntu mórg 551
- wieś Komaszyce osad 25, gruntu mórg 403
- wieś Miłaków osad 3, gruntu mórg 55
- Osad w dawnym miasteczku Gowarczów  229, gruntu mórg 1417.

## Zabytki

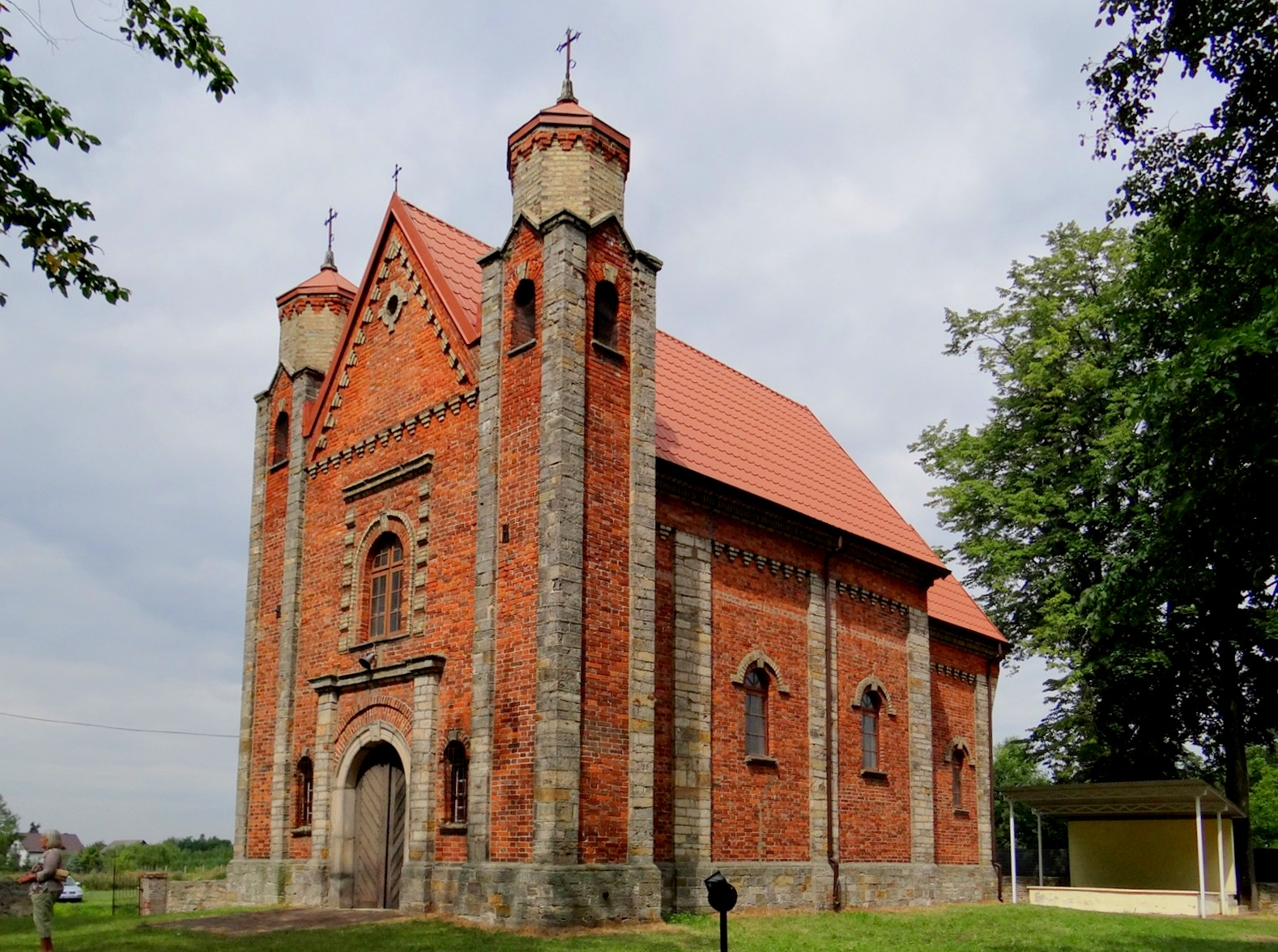
Kościół św. Rocha

- Kościół pw. Świętych Apostołów Piotra i Pawła z XV wieku. Pierwotnie gotycki, został rozbudowany ok. 1640 przez chorążego krakowskiego Aleksandra Korycińskiego i jego żonę Zofię ze Zborowskich. Świątynia uległa zniszczeniu w czasie pożaru w 1767. Fundatorem odbudowy w 1774 był kolejny właściciel tutejszych dóbr, chorąży galicki Józef Jabłonowski. W latach 1902–1904 z inicjatywy ks. Antoniego Czarkowskiego kościół ponownie rozbudowano. Nawa kościoła w dwuprzęsłowej części wschodniej zachowała swój pierwotny kształt – część zachodnia z dwuwieżową fasadą pochodzi z początku XX wieku. Krótkie, prostokątne prezbiterium jest w zrębie gotyckie. Zakrystia i dwie kwadratowe kaplice boczne pochodzą z 1640. Pod kaplicami znajdują się sklepione krypty grobowe. Z tego względu kaplice mają posadzki na nieco wyższym poziomie niż nawa. Sklepienia kaplic, prezbiterium i zakrystii są kolebkowo-krzyżowe[potrzebny przypis]. Przedsionek i skarbczyk posiadają sklepienie kolebkowe. Nawa ma nowe sklepienie pochodzące z czasu ostatniej rozbudowy. W wyposażeniu wnętrza dominują elementy z okresu wczesnego baroku. Kościół został wpisany do rejestru zabytków nieruchomych (nr rej.: A.483 z 23.03.1957, z 15.02.1967 i z 7.05.1980)[19].

- Kościół pw. św. Rocha z 1908 r. Jest to budowla jednonawowa z prezbiterium nieco niższym od nawy. Front świątyni obramowany jest przez dwie wieżyczki. Kościółek posiada sklepienie korkowo-krzyżowe. Na ołtarzu wykonanym z cegły i gipsu umieszczony jest późnorenesansowy obraz św. Rocha.